# Cânones artísticos de proporções corporais

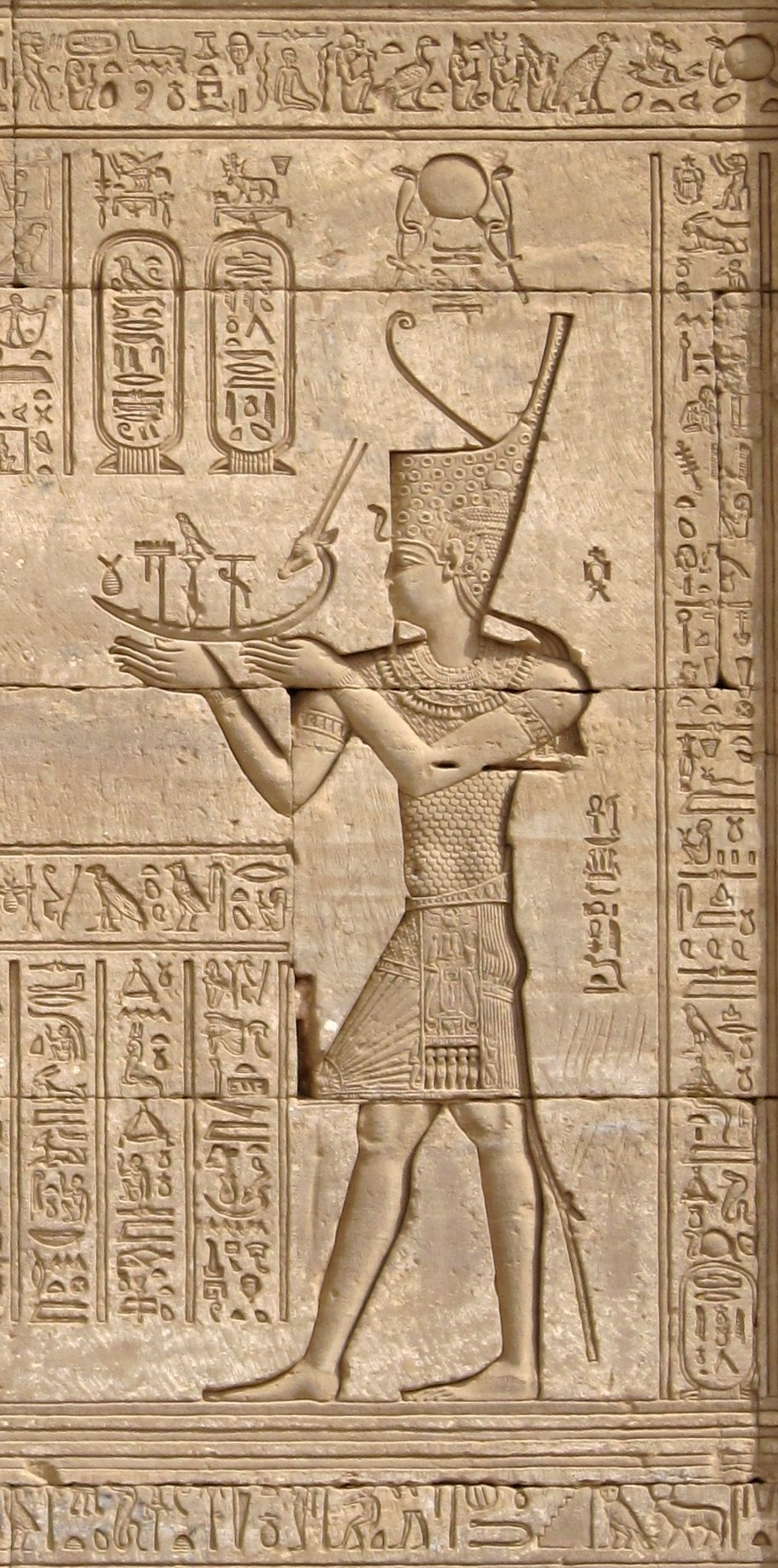
A representação tradicional egípcia do corpo em imagens planas. A figura representa o imperador romano Trajano (governou de 98 a 117 d.C.) fazendo oferendas aos deuses egípcios, complexo do Templo de Dendera, Egito.

Um cânone artístico de proporções corporais (ou cânone estético de proporção humana), na esfera das artes visuais, é um conjunto formalmente codificado de critérios considerados obrigatórios para um estilo artístico particular de arte figurativa . A palavra cânone (grego antigo: κανών, «acervo de medição, padrão»)? foi usado pela primeira vez para esse tipo de regra na Grécia Clássica, que estabelecia um padrão de referência para proporções corporais, para produzir uma figura com forma harmoniosa, apropriada para representar deuses ou reis. Outros estilos de arte têm regras semelhantes que se aplicam particularmente à representação de personalidades reais ou divinas.

## Egito antigo
Em 1961, o egiptólogo dinamarquês Erik Iverson descreveu um cânone de proporções na pintura egípcia clássica.  Este trabalho foi baseado em linhas de grade ainda percetíveis em pinturas de túmulos: determinou que a grade tinha 18 "células" de altura, com a linha de base nas solas dos pés e o topo da grade alinhado com a linha do cabelo,  e o umbigo na décima primeira linha.  Essas 'células' eram especificadas de acordo com o tamanho do punho do sujeito, medido através dos nós dos dedos.  (Iverson tentou encontrar um tamanho fixo (em vez de relativo) para a grade, mas esse aspecto do seu trabalho foi descartado por analistas posteriores. ) Esta proporção já era estabelecida pela Paleta de Narmer por volta do século 31 a.C., e permaneceu em uso até pelo menos a conquista por Alexandre, o Grande, cerca de 3.000 anos depois. 
O cânone egípcio para pinturas e relevos especificava que as cabeças deveriam ser mostradas de perfil, que os ombros e o peito deveriam ser mostrados de frente, que os quadris e as pernas deveriam estar também em perfil e que as figuras masculinas deveriam ter um pé à frente e as figuras femininas deveriam ficar com os pés juntos. 

## Grécia Clássica

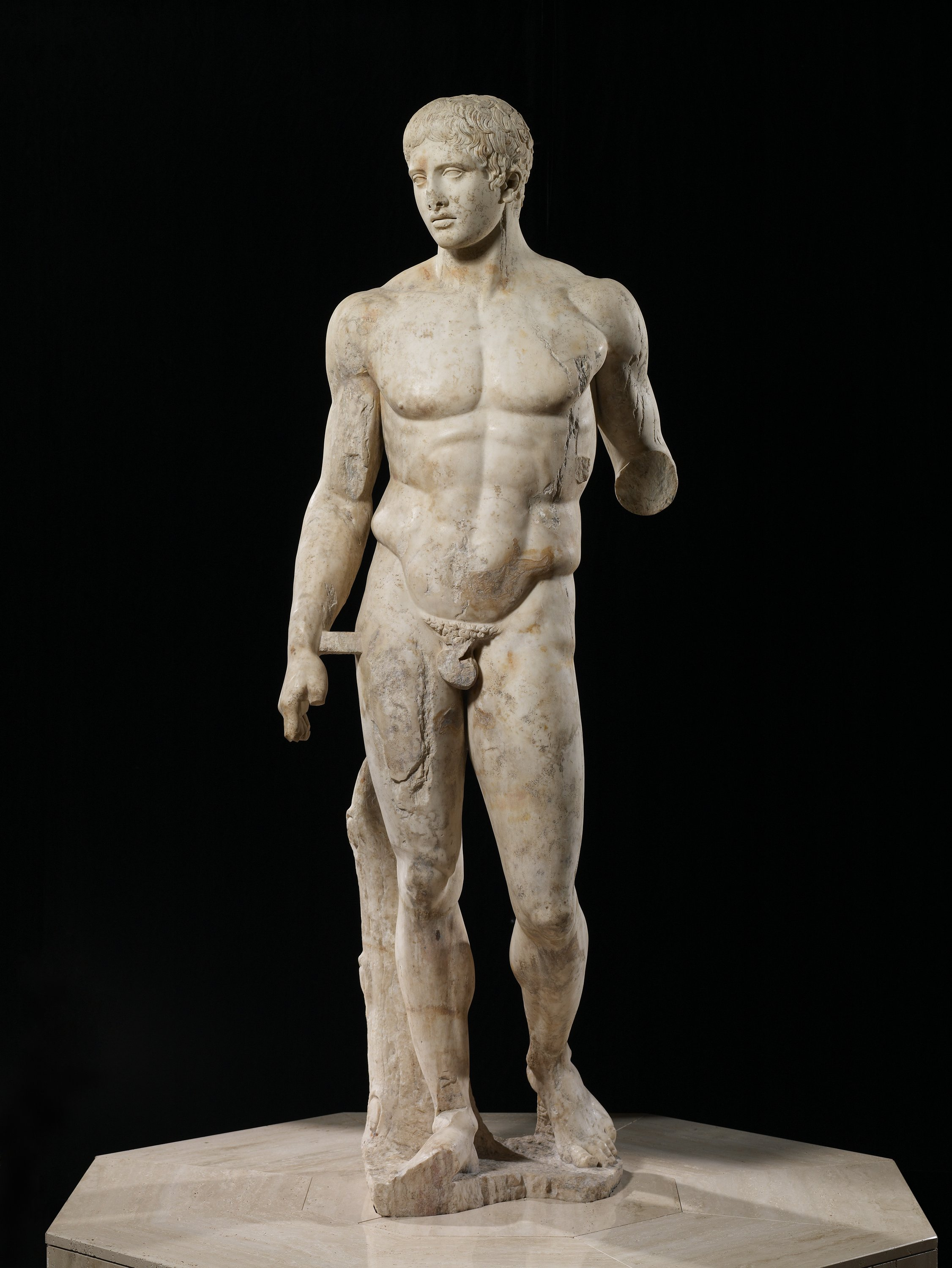
Doryphoros (cópia romana)

### Cânone de Policleto
Na Grécia Clássica, o escultor Policleto (século V a.C.) estabeleceu o Cânone de Policleto . Apesar de o tratado teórico ter sido perdido na história,  é citado como tendo dito: "A perfeição ... surge pouco a pouco ( para mikron ) por meio de muitos números".  Com isso, ele queria dizer que uma estátua deveria ser composta de partes claramente definíveis, todas relacionadas entre si por meio de um sistema de proporções matemáticas e equilíbrio ideais. Embora o Cânon provavelmente fosse representado pelo seu Doríforo, a estátua original de bronze não sobreviveu, mas existem cópias posteriores de mármore.
| “                                              | Apesar dos muitos avanços feitos por estudiosos modernos em direção a uma compreensão mais clara da base teórica do Cânone de Policleto, os resultados desses estudos mostram uma ausência de qualquer acordo geral sobre a aplicação prática desse cânone em obras de arte. Segundo uma observação sobre o assunto por Rhys Carpenter: "No entanto, deve ser classificado como uma das curiosidades de nossa erudição arqueológica que ninguém até agora conseguiu extrair a receita do cânone escrito de sua personificação visível e compilar os números comensuráveis que sabemos que ele incorpora." | ” |
| — Richard Tobin, O Cânone de Policleto , 1975. | |   |

### Cânone de Lísipo
O escultor Lísipo (século IV a.C.) desenvolveu um estilo mais gracile. No seu Historia Naturalis, Plínio, o Velho escreveu que Lísippo introduziu um novo cânone na arte: capita minora faciendo quam antigo, corpora graciliora siccioraque, per qum proceritassignorum major videretur, significando "um cânone de proporções corporais essencialmente diferente do de Policleto". É atribuído a Lysippos o mérito de ter estabelecido o cânone de proporção 'oito cabeças acima'.

### Praxíteles
Praxiteles (século IV a.C.), escultor da famosa Afrodite de Cnidos, é creditado por ter criado uma forma canónica para o nu feminino, mas nem a obra original nem nenhuma das suas proporções sobreviveram. O estudo académico das cópias romanas posteriores (e em particular das suas restaurações modernas) sugere que são artística e anatomicamente inferiores ao original.